# تاريخ الإلحاد

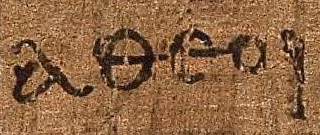

يظن البعض أن الإلحاد بدأ بعد ظهور داروين بنظرية التطور، ولكن هذا الاعتقاد خاطئ تماماً، فالإلحاد موجود في التاريخ القديم
أول هذه الحركات المسجلة تاريخياً للإلحاد كانت في الهند بالتقريب 1000 (ق.م.)، حيث كانت أول علامات الشك في النص المكتوب "Rig-Veda" (أحد المخطوطات المقدسة للديانات الهندية): «من يعلم عن يقين؟ من يعلنها هنا؟ متى ولد ومتى تكون هذا الخلق؟ الآلهة خلقت بعد ميلاد هذا الكون. إذن من يستطيع أن يعلم من أين نشأ الكون؟ لا أحد يعلم كيف تكون الخلق ولا هل هو (الإله الأعظم) من صنع العالم أم لا. هو من يفحص الكون من السماوات العليا، هو من يعلم، أو ربما هو لا يعلم».
وبعد ما يقرب من 500 عام أخرى (500 ق.م.) ظهرت البوذية، والتي استوحت أفكارها من الـ Rig-Veda" حيث حاول بوذا (563-483 ق.م.) أن ينقل الفكر من التركيز على الآلهة، والتي كان عددها قد جاوز الآلاف في الهندوسية، إلى التركيز على المعاناة الإنسانية والخلاص منها.
فأرجع سبب المعاناة إلى تعلق البشر ورغباتهم، وهي التي تخلق الألم عند عدم تحقق الرغبات، وللتخلص من المعاناة والألم، ينبغي التخلص من الرغبة. وبالتالي الوصول إلى النرفانا، أو اللاتعلق، أو اللارغبة. وفيها يتوحد الإنسان بالكون ويذوب فيه.
وعندما سئل بوذا عن وجود الله لم يجب، فالبوذية لا تختص بالآلهة بل بالمعاناة البشرية وبالتالي لا تحمل أي إجابة عن الله، وهذا ما يصنف في العصر الحديث باللاأدرية "agnosticism".
وفي العصر نفسه تقريباً كانت الفلسفة اليونانية في كل أنحاء القارة الأوروبية، ففي حوالي عام 420 ق.م. ظهرت النزعة المادية في اليونان، وبدأ مبدأ الذرات كعنصر أوحد وأساسي للكون في الظهور على يد ديموقريطس "Democritus"، والذي دفع بنظريته إلى حد أنه ألغى وجود الآلهة في عالم مادي بحت، ويُقال أيضًا إنه من المؤسسين لعلوم الفلسفة والرياضيات ونظرية المعرفة.
و بحلول القرن الرابع قبل الميلاد (341-270 ق.م.) ظهر في اليونان إبيقور "Epicurus" والذي يعتبر أول فيلسوف ملحد ظاهر، وهو الذي أنشأ ولأول مرة «مجادلة الشر» التي تقول:
"هل الله يريد أن يمنع الشر ولكنه لا يستطيع؟ إذن فهو ليس كلي القدرة.
هل هو قادر على منع الشر ولكنه لا يريد؟ إذن فهو خبيث وشرير النزعة.
هل هو قادر ويريد منع الشر؟ إذن من أين أتى الشر؟
هل هو غير قادر ولا يريد منع الشر؟ إذن لماذا نطلق عليه إله؟"
و هذا مما قاده بعد ذلك إلى تبني إلهين، أحدهما للخير والآخر للشر، ويقال إنه لم يؤمن في حياة بعد الموت. وربما كان هذا بداية الحركة الفكرية التي قادت زرادشت في فارس إلى الخروج بديانة الصراع بين إلهين إله الخير «أهور-مزدا» وإله الشر «أهرمن».
وفي العصر الحديث استنادًا لكتاب «تاريخ الخالق الأعظم» A History of God للكاتب كارين أرمسترونغ، فإنه ومنذ نهايات القرن السابع عشر وبدايات القرن التاسع عشر ومع التطور العلمي والتكنولوجي في الغرب بدأت بوادر تيارات أعلنت استقلالها عن فكرة وجود الخالق الأعظم.
هذا العصر كان عصر كارل ماركس وتشارلز داروين وفريدريك نيتشه وسيغموند فرويد الذين بدأوا بتحليل الظواهر العلمية والنفسية والاقتصادية والاجتماعية، بطريقة لم يكن لفكرة الخالق الأعظم أي دور فيها.
وبدأ وقتها تبرز فكرة أن "الدين هو من صنيعة البشر ابتكروها لتفسير ما هو مجهول لديهم من ظواهر طبيعية أو نفسية أو اجتماعية، وكان الغرض منه تنظيم حياة مجموعة من الناس حسب ما يراه مؤسس الدين مناسبًا وليس حسب الحاجات الحقيقية للبشر..
اعتبر كارل ماركس الدين أفيون الشعوب فهو يجعل الشعب كسولاً وغير مؤمنًا بقدراته في تغيير واقعه كما أن الدين تم استغلاله من قبل الطبقة البورجوازية لسحق طبقة البسطاء.
أما سيجموند فرويد فقد قال: «إن الدين هو وهم كانت البشرية بحاجة إليه في بداياتها وأن فكرة وجود الإله هو محاولة من اللاوعي لوصول إلى الكمال في شخص مثل أعلى بديل لشخصية الأب، إذ أن الإنسان في طفولته حسب اعتقاد فرويد ينظر إلى والده كشخص متكامل وخارق ولكن بعد فترة يدرك أنه لا وجود للكمال فيحاول اللاوعي إيجاد حل لهذه الأزمة بخلق صورة وهمية لشيء اسمه الكمال».

## الفلسفة الهندية
بدأت في الشرق حياة تأملية لم تركز على فكرة الآلهة في القرن السادس قبل الميلاد مع ظهور الديانة الجاينية والبوذية ومختلف طوائف الهندوسية في الهند والطاوية في الصين. اقترحت هذه الأديان طريقًا فلسفيًا وخلقيًا لا يشمل عبادة الإله. لم تنظر إلى الآلهة كضرورة لهدف الخلاص مثل التقاليد البوذية الأولية، إذ شككت في الواقع بشكل صريح وغالبًا ما رفضته. وجد خلاف بين مفهوم الآلهة والمبادئ البوذية الأساسية في بعض التفسيرات على الأقل. لم تقبل مدارس الفلسفة الهندوسية مثل السامخيا وميمامسا وجود إله خالق في نظمها.
كتب النص الرئيسي لمدرسة السامخيا إيشفارا كريشنا في القرن الرابع الميلادي، كانت خلال ذلك الوقت مدرسة هندوسية ذات شعبية كبيرة. أصول المدرسة أقدم من ذلك بكثير. كانت المدرسة إلحادية تؤمن بثنائية العقل والجسد. وقد آمنوا بالوجود الثنائي للبراكريتي (الطبيعة) والبوروشا (البروح) ولم يكن لديهم أي مكان للإيشفارا (الإله)، بحجة أنه لا يمكن إثبات وجود الإله وبالتالي لا يمكن الاعتراف به. سيطرت المدرسة على الفلسفة الهندوسية في يومها، لكن شعبيتها انخفضت بعد القرن العاشر.

## اليونان الكلاسيكية وروما
كان الإيمان بالوحدانية هو المعتقد الأساسي الذي دعم شرعية الدولة (مدينة بوليس والإمبراطورية الرومانية فيما بعد) في العصور الكلاسيكية القديمة في الغرب. تاريخيا كان أي شخص لا يؤمن بأي إله تدعمه الدولة عرضة للاتهام بالإلحاد وعقوبة الإعدام. اتُهم سقراط في أثينا (399 قبل الميلاد) بأنه ملحد لأسباب سياسية إذ رفض الاعتراف بالآلهة المعترف بها من قبل الدولة.
اعتُبر المسيحيون في روما أيضًا مخربين لدين الدولة واضطهدوا باعتبارهم ملحدين. وهكذا كانت اتهامات الإلحاد تستخدم في كثير من الأحيان بشكل مشابه لاتهامات البدع كأداة سياسية للقضاء على الأعداء.

### فلسفة ما قبل سقراط
ظهرت جذور الفلسفة الغربية في العالم اليوناني في القرن السادس قبل الميلاد. لم يكن الفلاسفة الإغريق الأوائل من الملحدين، لكنهم حاولوا شرح العالم من وجهة نظر عمليات الطبيعة بدلًا من الروايات الأسطورية.
وهكذا كان البرق ناتجًا عن «هبوب الرياح وشق السحب»، وحدثت الزلازل بسبب «تغيرات الأرض بسبب التدفئة والتبريد». غالبًا ما انتقد الفلاسفة الأوائل المفاهيم الدينية التقليدية. قال كزينوفانيس (في القرن السادس قبل الميلاد) إنه إذا كان للأبقار والخيول أيدي «فإن الخيول سترسم أشكال آلهة مثل الخيول، والأبقار مثل الأبقار» ادعى فيلسوف آخر هو أناكسوغوراس (في القرن الخامس قبل الميلاد) أن الشمس كانت «كتلة نارية أكبر من جزيرة البيلوبونيز» ووُجهت إليه تهمة الهرطقة وفرَّ من أثينا.
وجدت أول فلسفة مادية بشكل كامل من قبل علماء الذرة ليوكيبوس وديموقريطوس (القرن الخامس قبل الميلاد)، وقد حاولوا شرح تكوين العالم وتطوره من حيث حركة الذرات في الفضاء اللانهائي.

قالت الشخصية الرئيسية في مسرحية يوربيديس (480 - 406 قبل الميلاد) المسماة بيليروفون:
«هل يقول البعض أنه توجد آلهة أعلاه؟
لا يوجد، لا ليست هناك، لا تخدع نفسك.

لا تطع الخرافة القديمة الخاطئة وتخدع نفسك.»

### السفسطائيون
بدأ السفسطائيون في التشكيك في العديد من الافتراضات التقليدية للثقافة اليونانية في القرن الخامس قبل الميلاد. قيل إنّ بروديكوس كان يعتقد أنّ «الأشياء التي كانت مفيدة للحياة البشرية هي التي تعتبر آلهة»، وذكر بروتاغوراس في بداية كتابه «فيما يتعلق بالآلهة أنا غير قادر على القول بأنّها موجودة أو غير موجودة».
حكم على الشاعر الغنائي اليوناني دياجوراس ميلوس في أواخر القرن الخامس قبل الميلاد بالإعدام في أثينا بتهمة الإلحاد بعد أن سخر من أسرار اليوسيس، لكنه فر من المدينة هربًا من العقاب. ذكر الكتّاب لاحقا أن دياجوراس كان الملحد الأول، لكنه ربما لم يكن ملحدًا بالمعنى الحديث للكلمة. أنكر الفيلسوف ثيودوروس القوريني في وقت لاحق (نحو 300 قبل الميلاد) وجود الآلهة وكتب كتابًا عن الآلهة شرح فيه آرائه.

## العصور الوسطى

### العالم الإسلامي
أدرك العلماء المسلمون فكرة الإلحاد في العصور الوسطى وكثيرًا ما هاجموا غير المؤمنين، على الرغم من أنهم لم يتمكنوا من تسمية أي أشخاص ملحدين. كان يُنظر إلى الاشخاص الذين اتُهموا بالإلحاد عادة على أنهم زنادقة وليسوا ملحدين. ومع ذلك وُجد بعض المفكرين الملحدين مثل ابن الرواندي وهو أحد الشخصيات البارزة في القرن التاسع، والذي انتقد فكرة النبوءة الدينية بما في ذلك محمد، وأكد أنّ العقائد الدينية ليست مقبولة بالنسبة للعقل ويجب رفضها. من بين المنتقدين الآخرين للدين في العالم الإسلامي الطبيب والفيلسوف أبو بكر الرازي (865–925)، والشاعر المعرّي (973–1057)، والعالم أبو عيسى الوراق (القرن التاسع). على سبيل المثال: كتب المعري إنّ الدين كان «حكاية اخترعها القدماء» وأنّ البشر «نوعان: الذين لديهم أدمغة دون دين، والذين لديهم دين دون أدمغة».

### أوروبا
تقول أحد شخصيات الملحمة الآيسلندية التي كُتبت في أواخر القرن الثالث عشر «أعتقد أنه من الحماقة الإيمان بالآلهة». ويتعهد بعدم تقديم أي تضحيات بعد حرق معبده للإله فري واستعباده، وهو موقف وُصف في الملحمة بأنه إلحاد.
اعتبر بعض الباحثون من بينهم جون رونالد تولكين وغابرييل بيتر نزعات عدم الإيمان كتيار من الفلسفة الإلحادية أو الإنسانية في الملحمة الأيسلندية. لم يعلن الأشخاص الذين وصفوا بذلك عدم الإيمان بالآلهة فحسب، بل وأيضًا عن إيمانهم بكمال القوة والعقل والفضيلة الخاصة بهم المستقلة عن أي كيانات ذات قوى خارقة للطبيعة.
تعرّض بعض الأشخاص للاضطهاد بسبب البدع في أوروبا المسيحية خاصة في البلدان التي نشطت فيها محاكم التفتيش. ومن الأمثلة البارزة على ذلك طوائف الكاثار والوالدنشيان. لم تكن هذه الطوائف (بغض النظر عن خصومتها مع الكنيسة) أمثلة على الإلحاد. إذ حدثت تمردات ضد الكنيسة لا يمكن اعتبار أي منها إلحادًا.